# Relations entre la France et les pays et territoires d'Océanie
Les relations entre la France et les pays et territoires d’Océanie ou les relations entre la France et l’Océanie désignent les liens, échanges, rencontres, collaborations et confrontations, qu'ils soient d’ordre économique, diplomatique ou culturel, qu’ont entretenus hier et entretiennent aujourd’hui la France et les pays et territoires d’Océanie (dont ses trois collectivités d'outre-mer dans la région : la Polynésie française, Wallis-et-Futuna et la Nouvelle-Calédonie).
La France est présente de manière quasi continue en Océanie depuis le voyage de Bougainville vers Tahiti (1766-1769). Cette présence s'est d'abord matérialisée par les voyages d'exploration puis commerciaux qui ont visité la région au XVIIIe siècle et XIXe siècle, suivie par la période de colonisation au XIXe siècle puis de décolonisation au cours de la deuxième moitié du XXe siècle, et enfin la période contemporaine marquée par l'intégration dans la République française des anciennes colonies comme territoires puis collectivités d'outre-mer.
Malgré cet historique, l'Océanie n'a jamais représenté jusqu'à aujourd'hui une véritable priorité politique et économique pour les autorités françaises (particulièrement en raison du faible potentiel économique à l'exception de l'Australie, des territoires du continent et de l'éloignement géographique de la région qui est l'espace terrestre le plus lointain de la France métropolitaine). L'Océanie est de manière générale une région du monde peu connue, le prix Nobel de littérature J.M.G. Le Clézio parle de «continent invisible». Visitée pourtant par plusieurs personnalités artistiques françaises, la culture de ces territoires est toujours perçue par son côté exotique alimentant le «mirage polynésien».
Aujourd'hui, les relations de la France avec la région sont avant tout liées à l'administration de trois collectivités d'outre-mer françaises océanienne, qui ont une place à part dans la République (la Nouvelle-Calédonie est une collectivité territoriale d'outre-mer à statut particulier disposant d'une large autonomie). La France est avec le Royaume-Uni, la seule puissance européenne encore présente territorialement en Océanie, et ses territoires lui permettent de l'être sur tous les continents du monde, de maintenir une présence militaire dans l'océan Pacifique, de disposer de la deuxième zone économique exclusive ainsi que la première zone sous maritime du monde (90 % de ces zones se situent en Océanie) et enfin de participer aux organisations de coopération régionales (comme la Communauté du Pacifique).
Ainsi, la France fonde sa légitimité sur ses départements et territoires ultramarins pour défendre sa vision d'une France puissance de l'Indo-Pacifique et avoir son rôle à jouer dans le futur dans cet immense espace. Pourtant cette légitimité a été remise en cause à plusieurs reprises par ses propres voisins océaniens, par le passé avec la forte contestation régionale liée au déploiement du programme de recherche nucléaire français implanté dans le Pacifique, et aujourd'hui avec les poussées indépendantistes qui existent dans ses territoires d'outre-mer d'Océanie (la Polynésie française et la Nouvelle-Calédonie demeurent sur la liste de l'ONU des territoires non autonomes).

## Histoire des relations

### Le temps des explorations: les puissances européennes dont la France, à la découverte de l’Océanie (XVIe–XIXesiècles)

#### Premières explorations et début de la colonisation occidentale de l'Océanie par l'Espagne et le Portugal (XVIe–XVIIesiècles)
Au début du XVIIIe siècle, l’Espagne de Charles Quint finance le tour du monde de Magellan dont l'expédition traverse le Pacifique, prouvant ainsi la rotondité de la Terre. Cet exploit permet aux grandes puissances maritimes européennes d'étendre leur influence sur tous les océans (dont le Pacifique, qui jusqu'ici faisait défaut). Les traités de Tordesillas en 1494 et de Saragosse en 1529, permettent ensuite à l'Espagne (dont les navigateurs sont à l'origine de la plupart des découvertes dans la région) et le Portugal de se partager l'immensité du Pacifique, considérant comme corsaire tout navire étranger souhaitant y pénétrer.
Toutefois, ces traités n'empêchent pas ces derniers (dont des corsaires français) de pénétrer dans les Mers du Sud et de courser les navires espagnols et portugais. Entre 1698 et 1725, avant que le Pacifique ne soit définitivement fermé aux Français jusqu'à l’expédition de Bougainville, 168 navires français fréquentent les Mers du Sud et la majorité en reviennent en ayant fait des bénéfices. L'activité de ces nombreux trafiquants, baleiniers, pirates, boucaniers et hors-la-loi qui ont sillonné le Pacifique et l'Océanie est souvent sous-estimée par l'histoire officielle. Pourtant, ceux-ci, sans toujours le savoir, ont sans doute réalisé bien avant les missions officielles d'exploration, des découvertes territoriales sans aucun moyen ni intérêt de les faire connaitre.
Au XVIIIe siècle, l'équilibre ibérique dans le Pacifique est bousculé par d’autres puissances telle la Hollande (avec l’Indonésie), puis le Royaume-Uni et la France, qui s’immiscent dans ce partage qui ne les avait pas concernés jusqu'ici. Face à ces volontés expansionnistes, l'Espagne est bien incapable de maintenir son monopole dans la région.

#### La rivalité franco-anglaise dans la reprise de l'exploration et des grandes découvertes en Océanie (milieu duXVIIIesiècle- début duXIXesiècle)

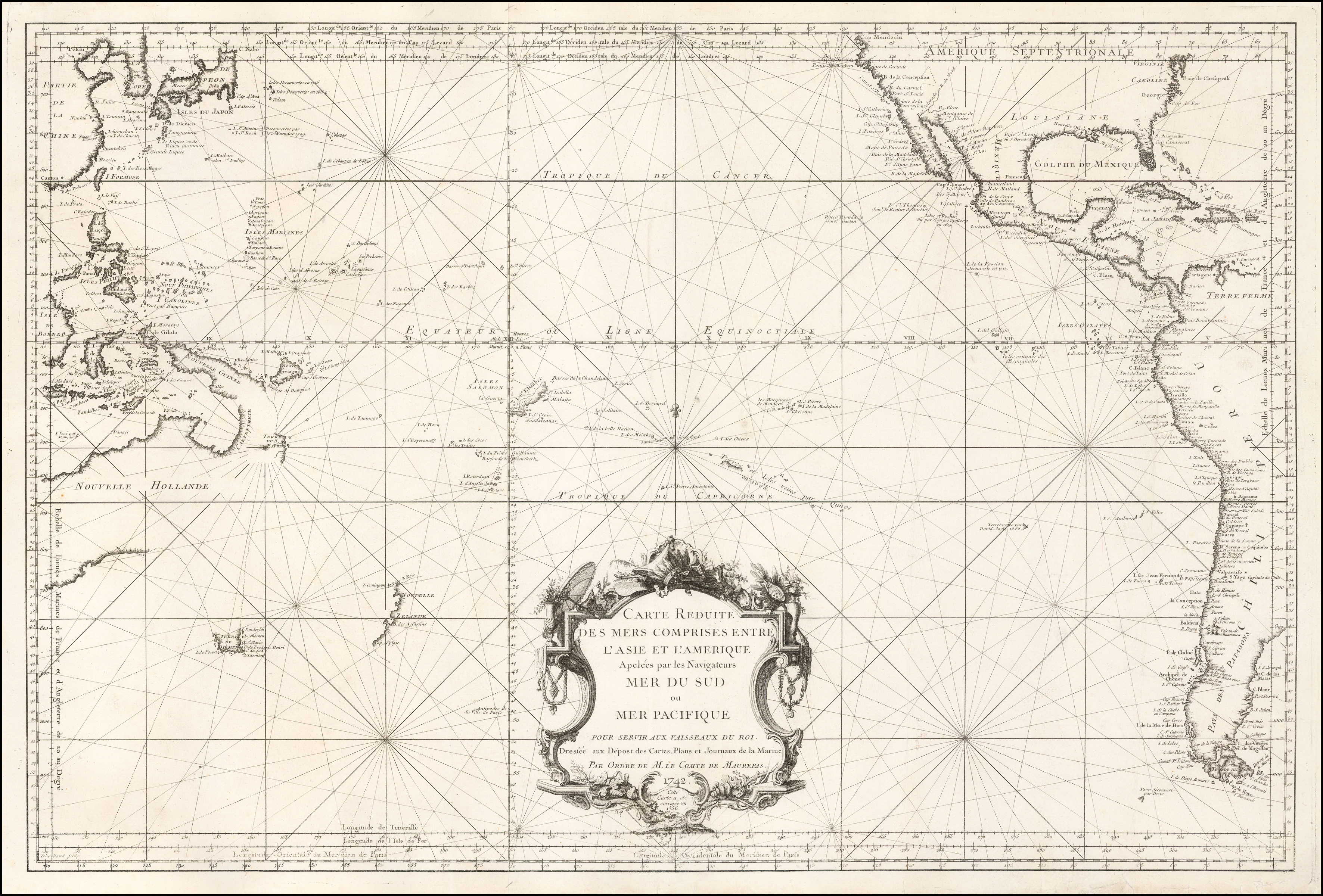
Carte du Pacifique de 1756 (qui compile le travail de plusieurs géographes) illustrant les manques qui persistent dans la connaissance de cette partie du Monde.

Le XVIIIe siècle en Europe, celui des Lumières, consacre au voyage une valeur emblématique : après les grandes découvertes du XVe et XVIe siècles, il marque la reprise des expéditions géographiques d'exploration. Dans sa première moitié, une dizaine de voyages autour du monde sont accomplis par des expéditions hollandaises, anglaises et espagnoles sans qu'aucune d'elles ne s'aventure dans le Pacifique Sud. Les techniques et conditions de navigation d'alors ne permettant pas l'exploration de la région, seule une faible part des découvertes revient aux Espagnols pourtant premiers présents dans le Pacifique,,.
Un pan entier de cette région demeure inconnu (personne jusque-là n’avait pu longer les côtes orientales de l’Australie), alimentant ainsi le fantasme de l’existence d’un continent austral et ce sont les puissances anglaises et françaises qui tiennent les premiers rôles de l’exploration de ce dernier qui débute au cours de la deuxième moitié du XVIIIe siècle.

##### L'exploration de l'Océanie motivée par le contrôle du dernier continent
À la suite de la Guerre de Sept Ans, le rapport de force entre les puissances anglaises et françaises est profondément perturbé : la domination navale du Royaume-Uni et son empire colonial se sont renforcés tandis que la France de son côté a cédé une grande partie du sien (dont les colonies en Canada et en Inde).
La France n'abandonne pas pour autant ses ambitions coloniales et se lance dès la fin du conflit dans la reconstitution d’un empire plus vaste que le précédent à même de concurrencer la puissance britannique, en lorgnant vers de nouvelles terres. Le Royaume-Uni, quant à lui, dépossédé également d'une partie de son empire avec la perte des colonies américaines en 1776 voit dans les mers du Sud inexplorées une chance de compenser les pertes qu'il vient de subir. Les ambitions des deux puissances vont ainsi rapidement se tourner vers le Pacifique Sud et le continent austral.
Pour la majorité des géographes de l'époque, les îles du Pacifique découvertes ne peuvent être que l'insularité de marge continentale (à l'exemple des Antilles et le continent américain), autant dire le début d'un continent austral inconnu. Le Français Charles de Brosses est le premier en 1756 à évoquer les termes d'Australasie et de Polynésie (en considérant la myriade d'îles qu'elle constituait) et situe géographiquement le continent austral comme ceci :

« J’appelle Terres Australes tout ce qui est au-delà des trois pointes méridionales du monde connu, c’est-à-dire au-delà du Cap de Bonne Espérance, des îles Moluques et Célèbes et du Détroit de Magellan. Il n’est pas possible qu’il n’y ait dans une si vaste plage quelque immense continent de terre solide capable de tenir le globe en équilibre sans sa rotation et de servir de contrepoids à la masse d’Asie Septentrionale. »

— Charles de Brosses, Histoire des Navigations aux Terres Australes (1756)
Entre 1758 et 1770, le ministre de la Marine de Choiseul travaille au redressement de la Marine royale française en reconstituant une flotte capable entre autres de garantir une présence française sur les routes maritimes du globe et d'assurer la libre circulation des navires commerçants. Dans le Pacifique, la France vise la découverte d'îles nouvelles qui permettraient aux bateaux de se ravitailler dans des ports de relâche lors des traversées commerciales vers la Chine.
En outre, à partir des années 1760, les progrès réalisés par les Français et Anglais dans la mesure de la longitude, des distances et positions en mer, dans la conservation des aliments et de l’eau,, rendent possible l'entreprise de plus longs voyages vers des contrées inconnues.

##### L'exploration de l'Océanie motivée par les attraits scientifique et philosophique des territoires et populations inconnus
L'exploration de la dernière partie inconnue du monde suscite la curiosité d'une grande partie des élites intellectuelles et politiques de l'époque et celle-ci ne fait que grandir à la suite des premières découvertes des précurseurs Cook et Bougainville,.
D'un point de vue philosophique, dès 1750, les navigateurs emportent avec eux le désir officieux de satisfaire la curiosité de leurs contemporains et notamment de vérifier le bien-fondé des théories philosophiques de la «bonté originelle de l'homme» chère à Jean-Jacques Rousseau développée dans l’Émile ou Dé l'éducation.
D'un point de vue botanique, anthropologique, géographique ou encore astronomique, l'anticipation des découvertes scientifiques que les expéditions peuvent y faire (nouvelles terres, nouvelles plantes, nouvelles populations), aide à l'organisation de ces expéditions et des objectifs qui y sont associés, symbolisé par l'édit de 1771 qui associe l'Académie des sciences à l'Académie de Marine. S'il est rapidement prouvé que le mythe du continent austral ne résistait pas à la réalité des faits et que cette immensité océanique parsemée de petites îles ne représente pas un grand intérêt économique, le rythme des expéditions ne faiblit pas pour autant en cette fin de XVIIIe siècle.

#### Les explorations françaises et leurs contributions aux découvertes géographiques et scientifiques: De Bougainville à Dumont d'Urville (1766 - 1840)

##### Les expéditions d'exploration scientifiques sous l'Ancien Régime et la période révolutionnaire

###### Des voyages scientifiques avant tout

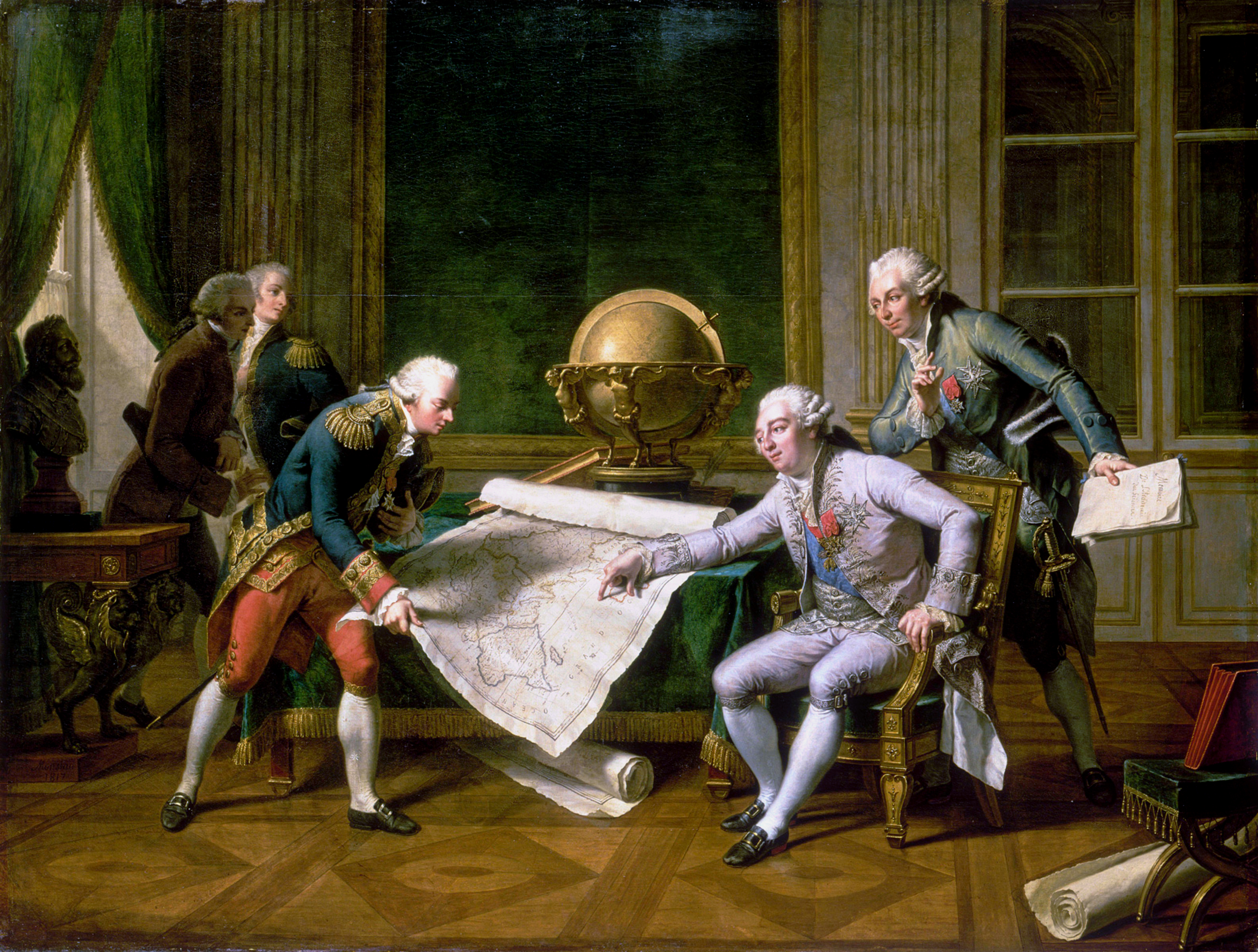
Louis XVI donnant des instructions à La Pérouse, le 29 juin 1785, symbolisant le soutien politique derrière ces missions d'exploration.

La vague des six expéditions françaises qui s’étale sur la trentaine d'années entre 1766 et 1793 (la même temporalité que les expéditions anglaises) est inédite. Entamée par la première circonvolution française de Bougainville (1766-1769), 250 ans après Magellan et 230 après le voyage de Jacques Cartier, elle marque la reprise de la contribution française aux voyages d'exploration et un tournant avec l'époque précédente symbolisée avant tout par des missions commerciales et coloniales.
Cinq d'entre elles sont financées par le Roi, et confiées à des navigateurs issus de la Marine Royale. Toutes reposent sur des objectifs d'exploration et de découvertes scientifiques au sens large, d'une ambition et d'une précision dans la préparation croissantes (le voyage de La Pérouse bénéficie d'un soin donné aux instructions inédit sur l'exemple des voyages de Cook). L'exploration superficielle et hasardeuse des premiers voyages laisse place à des découvertes scrupuleusement menées faites de crochets et détours facilitant ainsi une exploration fine de l'espace en présence,.

En outre, un nombre croissant de scientifiques (géographe, botanistes, astronome etc.) est embarqué à bord des navires, permettant des découvertes scientifiques considérables et l'enrichissement des connaissances sur la région : la quasi-intégralité de l'Océanie est explorée au cours de cette période par les anglais et les français (mettant fin par la même occasion au mythe du continent austral).

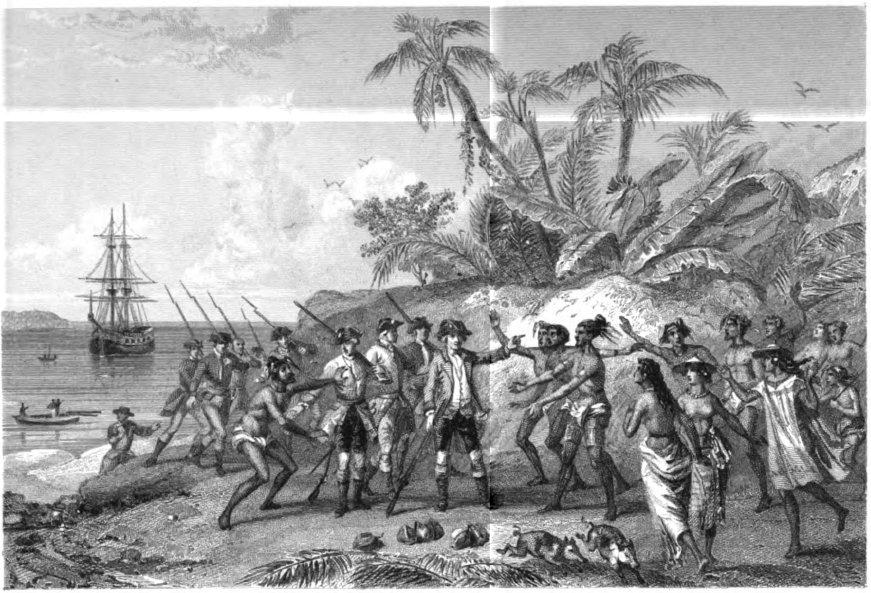
Arrivée de Bougainville à Tahiti au milieu d'autochtones.

Cette exaltation scientifique dépasse à cet égard les rivalités traditionnelles avec le Royaume-Uni, puisque la Marine anglaise prouve avec la restitution des documents scientifiques de l'expédition d'Entrecasteaux préalablement confisqués, ou encore la fourniture à La Pérouse de boussoles à inclination, qu'elle ne considère pas les missions françaises dans une logique de concurrence frontale.
En revanche, au-delà des connaissances scientifiques acquises, une grande part des objectifs initiaux de ces missions ne sont pas remplis : Bougainville ne trouve pas la Terre Australe, les voyages de Marchand et Marion du Fresne sont des échecs commerciaux,, et celles de De Surville et La Pérouse se terminent en naufrage,. De fait, face à l'inconnu des territoires visités et les aléas rencontrés en cours de voyage, les explorateurs ont pris certaines libertés avec leur feuille de route initiale, s'écartant parfois des cibles fixées à leur départ,,.
D'autre part, le bilan en matière de découvertes territoriales est décevant : celles-ci sont négligeables en comparaison avec les voyages de Cook et les explorateurs français jouèrent souvent de malchance. Bougainville arriva quelques mois après Wallis à Tahiti, passa proche de découvrir la Nouvelle-Calédonie, De Surville arriva peu de temps après Cook en Nouvelle-Zélande, et Marchand croit découvrir les Marquises du Nord pourtant visitées par le marchand américain Ingraham deux mois auparavant. Enfin, 3 des 6 navigateurs meurent avant d'avoir pu terminer leur voyage.

###### L'impact philosophique des découvertes et des rencontres avec les populations autochtones

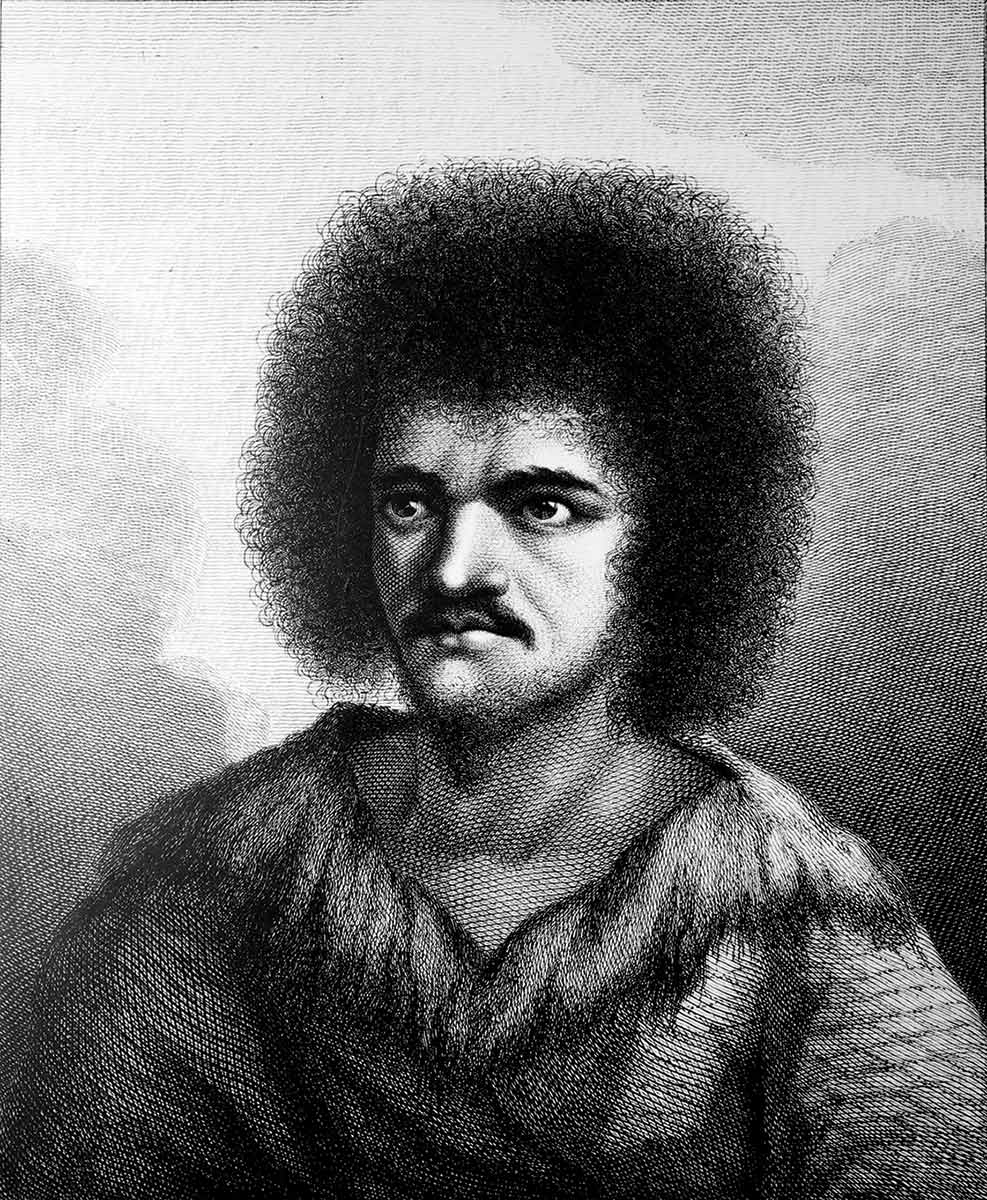
Aoutourou, le premier tahitien s'étant rendu en Europe, ramené en France par Bougainville en 1769.

Si la recherche du continent austral abouti à des résultats dépourvus de valeur politique, elle permet en revanche de grandes découvertes scientifiques et particulièrement anthropologiques provoquées par les rencontres avec les populations indigènes lors des escales sur les îles peuplées d'Océanie. Ces rencontres, qui sont les premières entre des Français et des Océaniens furent tantôt heureuse tantôt tragiques. Pour autant c'est bien le récit de Bougainville concernant Tahiti et la Polynésie qui marque définitivement les Français.
Le Voyage autour du monde de Bougainville, aidé en cela par Diderot avec son Supplément au Voyage de Bougainville initièrent en France et en Europe le « mythe polynésien » et « tahitien », décrivant un peuple vivant dans un cadre paradisiaque, en « parfaite harmonie », « doux et bienfaisant », « dénué du sens de la propriété et de pudeur ». Tahiti et la Polynésie sont dressés tels un « jardin d'Eden » épargné de toutes les perversions de la société occidentale, collant de manière parfaite à l'état naturel de l'homme décrit par Rousseau ou au mythe du bon sauvage,.

Cette représentation marqua de manière durable la représentation et la fascination française et européenne vis-à-vis de Tahiti, de la Polynésie et par extrapolation des sociétés océaniennes,. Tel un «magnétisme», elle semble perdurer encore aujourd'hui dans l'imaginaire comme l'idée d'un monde idéal illustrant le concept d'hétérotopie de Michel Foucault. 

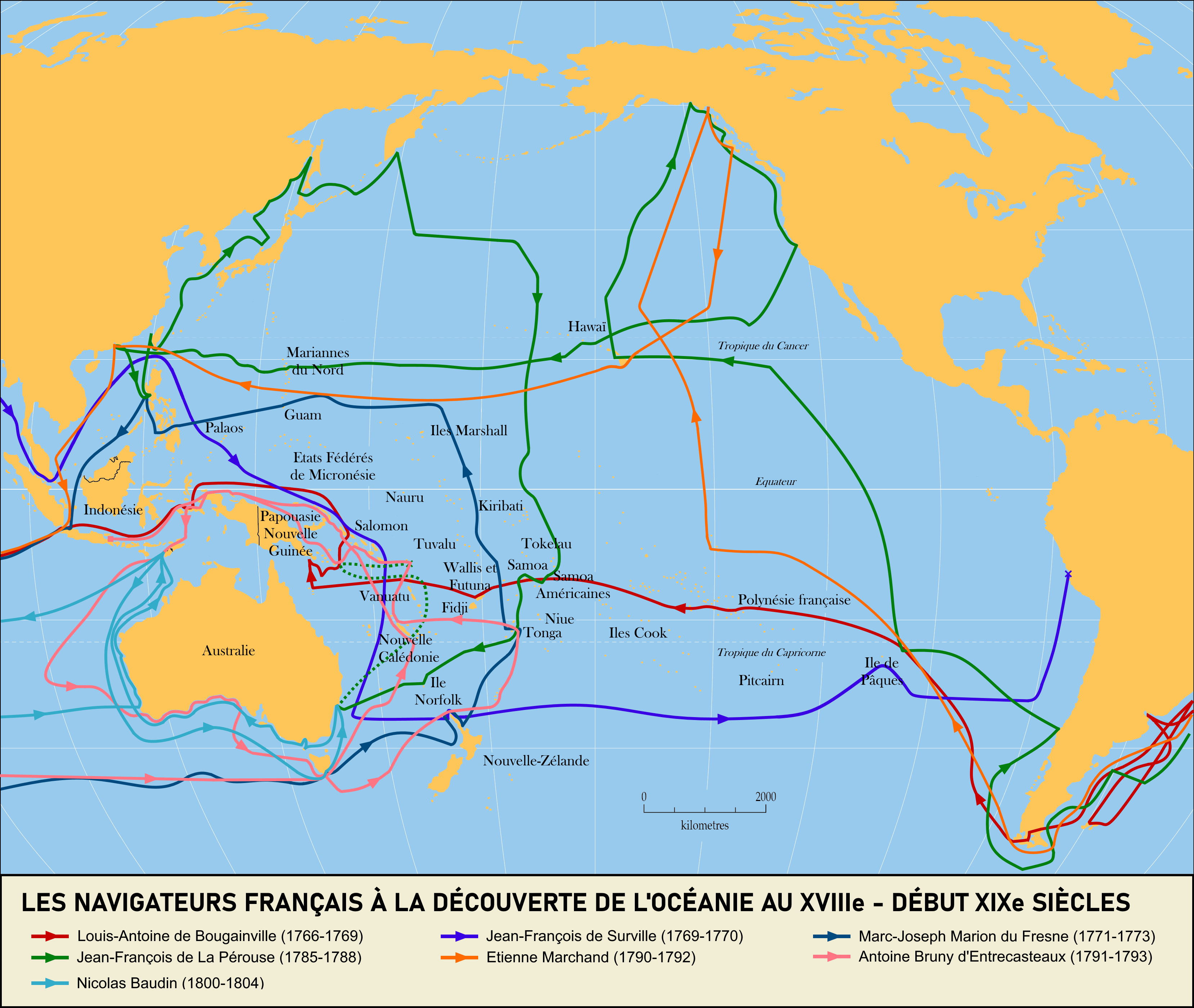
Les navigateurs français à la découverte de l'Océanie au XVIIIe siècle - début XIXe siècle siècles

Imprégné de la pensée des Lumières, il est évident que l'idée de colonisation n'était pas envisagée par les explorateurs de cette période. Au contraire, ils partagent davantage la crainte de Diderot, que l'arrivée des Européens provoque leur déchéance. Ils doivent de ce fait être « préservés » de l'influence occidentale et c'est pourquoi ces peuples ne sont donc pas soumis à cette période au travail forcé ou à l'esclavage. La Pérouse illustre parfaitement l'humanisme et l'esprit des Lumières qui guidaient leurs découvertes, en fustigeant lui-même les Européens « qui ne regardent que comme un objet de conquête une terre que ses habitants ont arrosée de leur sueur et qui, depuis des siècles, sert de tombeau à leurs ancêtres. ».

##### La mission Baudin sous le Consulat
Si, en raison des conflits internes et européens, la France s'est momentanément détournée de l'Océanie durant la période révolutionnaire et celle du Premier Empire, laissant les Anglais installer leur première colonie en Nouvelle-Galles du Sud à Port Jackson en 1787,. L'expédition de Nicolas Baudin prouve cependant que la dynamique née avec les expéditions françaises de la deuxième moitié du XVIIIe siècle n'est pas tout à fait éteinte et qu'elle est l'amorce des futurs voyages entrepris lors de la Restauration et la monarchie de Juillet.

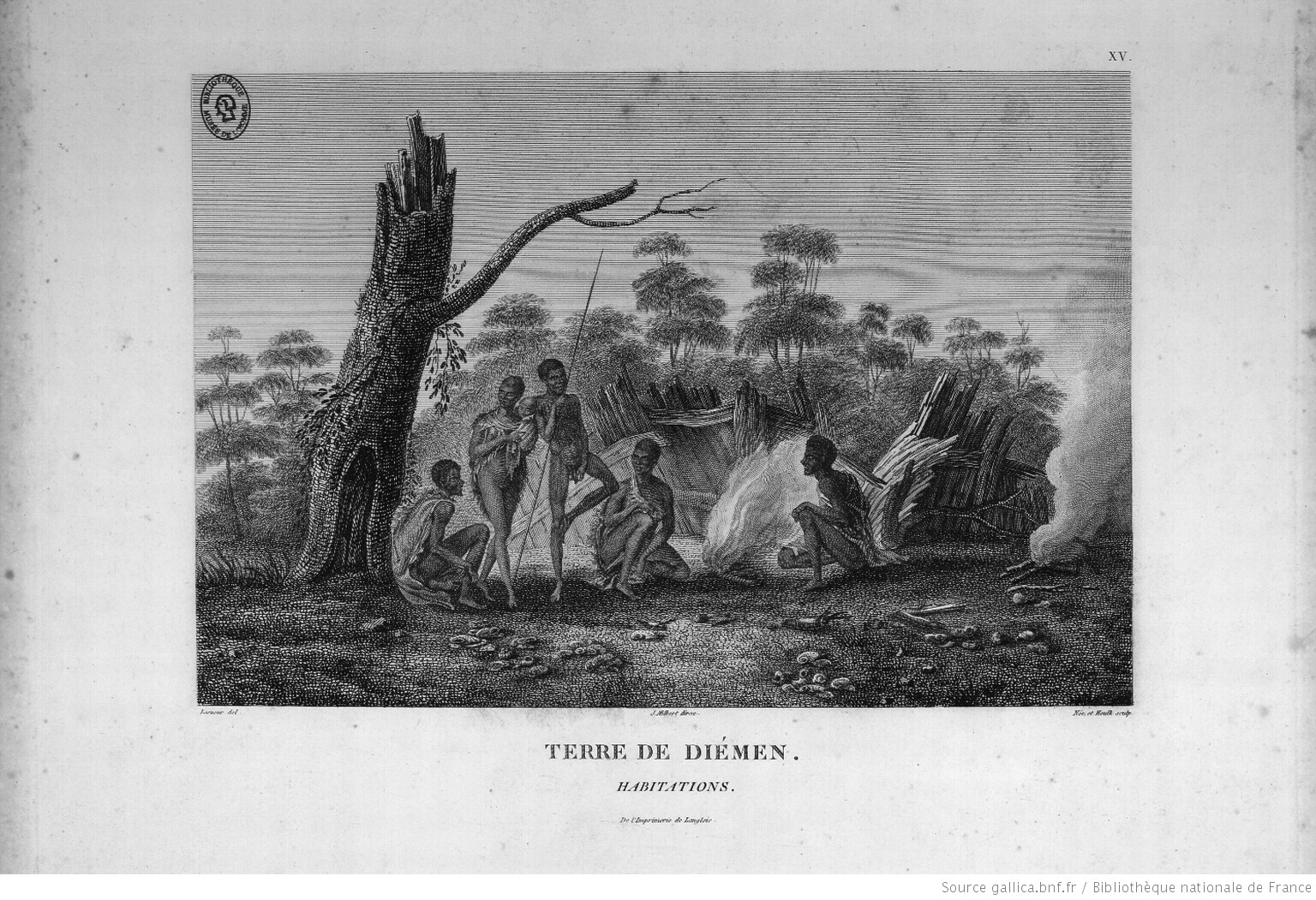
Illustration d'habitations en Terre de Diemen (Tasmanie) réalisée au cours de l'expédition Baudin

Poussé par la Société des observateurs de l'homme, l'Institut National et le Muséum national d'histoire naturelle une mission d’exploration des côtes inexplorées d’Australie et de la Tasmanie quitte le Havre en 1800, les navires chargés de scientifiques, devenant la plus grande expédition scientifique française jamais lancée jusqu'alors,. Les découvertes scientifiques sont encore une fois considérables et l'expédition, qui rejoint en 1802 l'anglais Flinders dans la Baie de la Rencontre, prouve définitivement l'insularité de l'Australie. Il demeure de l'expédition Baudin aujourd'hui de nombreux lieux de la côte australienne qui gardent leur appellation française.
Néanmoins, si le succès scientifique a occulté les probables objectifs politiques de cette mission, certains historiens, notamment australiens, affirment que celle-ci était également précurseure de la concurrence franco-anglaise du XIXe siècle pour se partager l'Océanie. Selon eux, la mission Baudin a été chargée par les autorités françaises de les renseigner sur les moyens de défenses de la jeune colonie britannique de Port Jackson,,.
Pour autant, les plans d'invasion imaginés par l’anthropologue François Peron à bord de la mission Baudin n'ont pas eu de lendemains, probablement en raison de la destruction de la flotte française présente dans le port de l'île Maurice par la Marine anglaise réduisant le potentiel militaire français dans la région à néant.

##### Le retour de la France en Océanie sous la Restauration et la monarchie de Juillet
Les traités de 1815 organisent le retour de la paix en Europe et consacrent la puissance maritime de l'Angleterre qui continue d'assurer son objectif de contrôle des mers et demeure seule en Océanie. D'ailleurs, la perte de l'Isle de France (Île Maurice), ancienne colonie française conquise par les Anglais, représente un tel handicap pour accéder à la région, que la France semble y être définitivement évincée. Pourtant, dès les débuts de la Restauration, les autorités françaises amorcent un retour (en même temps que d'autre nations dont la Russie, l'Espagne et les États-Unis) avec la reprise des missions scientifiques dans la lignée de celle de Baudin.
Elles sont confiées à des officiers de marine avec des objectifs scientifiques précis notamment en matière d'hydrographie,, car s'il n'y a plus d'îles à découvrir, la cartographie entière et précise de la région reste à réaliser et les noms donnés aux îles par les premiers explorateurs, à rétablir, fixer ou préciser. Sur ce plan, encore une fois, le bilan français est considérable, aucune autre nation européenne ne s'investit à ce point dans l'exploration scientifique de l'Océanie en cette première moitié du XIXe siècle (6 missions pour la Restauration et 5 pour la monarchie de Juillet),.
Pourtant, au delà de l'aspect scientifique, ces missions ont aussi pour finalité de « montrer partout le pavillon français » dans le cadre d'une politique de prestige. Elles doivent être le symbole du retour de la France en Océanie, tout en évitant de brusquer le rival anglais par leur présence dans les eaux océaniennes. Si ces missions ont dès le début des objectifs de renseignements politiques ou commerciaux qui y sont associés, ceux-ci sont rarement suivies par des réalisations concrètes. La prudence qui accompagne ce retour empêche la France dans un premier temps de développer une politique coloniale véritablement lisible. Celle-ci pose en revanche les bases de celle qu'entreprendra la Marine sous la monarchie de Juillet, dont notamment la recherche de point de relâche et d'une colonie pénitentiaire.

### La colonisation française de l’Océanie (XIXe–XXesiècles)

#### Le temps des annexions et protectorats (XIXesiècle)

##### L'Océanie entre dans l'économie mondiale

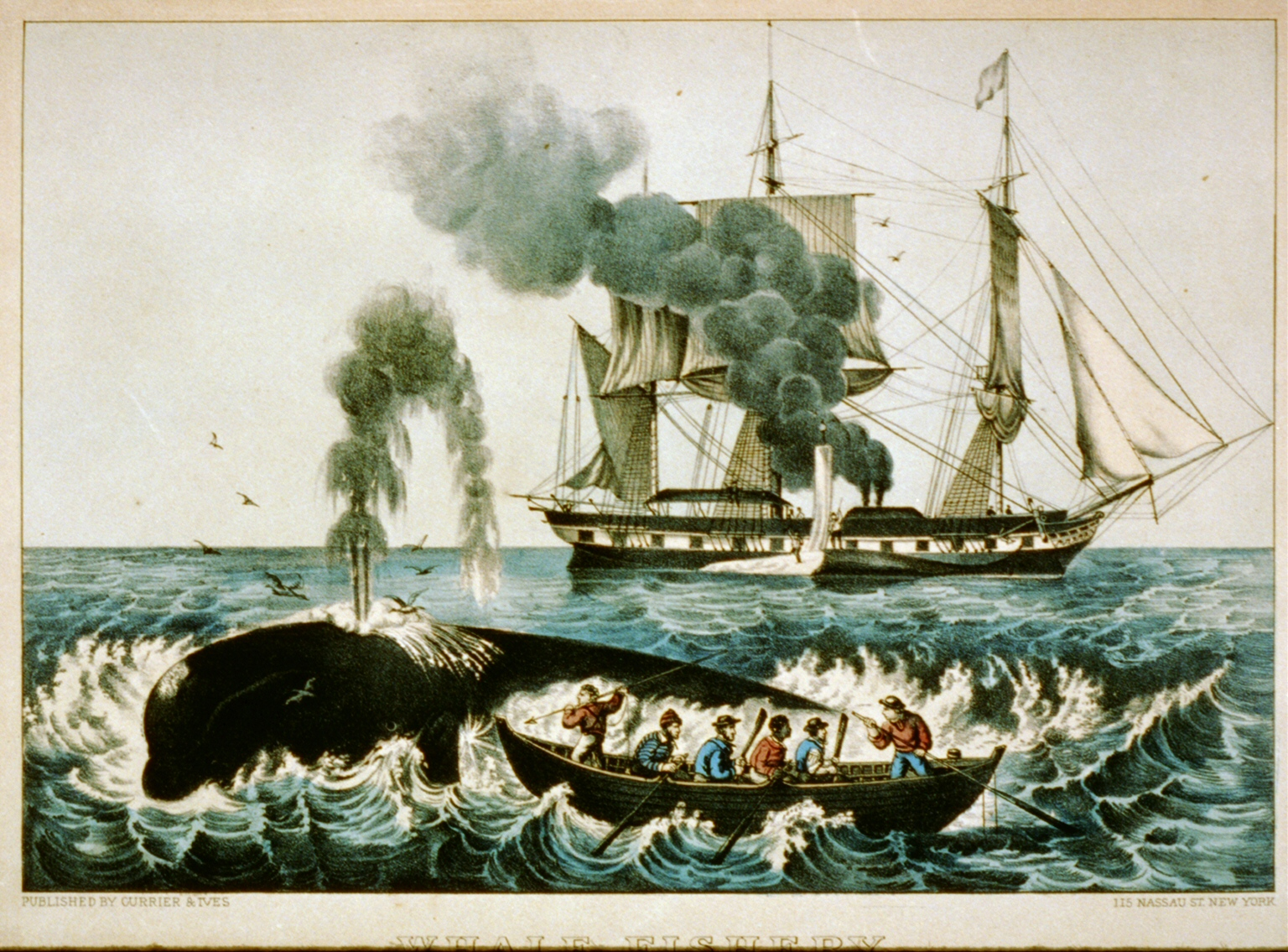
Scène de chasse à la baleine, XIXe siècle. L'industrie baleinière occupa une place importante dans l'attrait des armateurs privés occidentaux pour l'Océanie.

En ce début du XIXe siècle, le continent insulaire océanien (et particulièrement la Polynésie) se retrouve au cœur de nouveaux flux commerciaux, menés par un nombre de puissances grandissant (États-Unis, Russie et Royaume-Uni). La région est l'objet de nombreuses convoitises, non seulement car elle se trouve à mi-chemin entre l'Amérique et l'Asie, mais aussi pour ses propres richesses qui peuvent y être exploités (la chasse aux cétacés, bois de sental, holothurie etc.),,. Des armateurs privés français vont y prendre part (avant même le retour des missions officielles), à la suite du l'expédition entreprise par le capitaine de Roquefeuil et financée par l'armateur bordelais Balguerie qui devait organiser une grande opération de troc entre l'Amérique et la Chine. D'autres voyages de prospections commerciales sont envoyées vers l'Extreme-Orient et la Cochinchine via l'Océanie dans les années 1820, mais ne rencontrent pas de réussite commerciale. Elles continuent néanmoins de recevoir le soutien des pouvoirs publics, qui inscrivent par ailleurs dans leurs missions officielles (particulièrement celle du fils Bougainville et Laplace) de plus en plus d'objectifs de renseignements pour le développement du commerce.
C'est durant cette période que se dessine progressivement la politique française de recherche des points de relâche sur les routes commerciales du Pacifique. Afin de contrôler ses intérêts et assurer la protection de ses ressortissants actifs dans la région, une stratégie de connivence entre les autorités publiques se construit avec les armateurs commerçants et les baleiniers. L'armateur Portal qui devient lui-même ministre pousse parfois des armateurs privés à proposer eux-mêmes des implantations mais aucune piste territoriale de relâche ou de colonisation sérieuse ne se concrétise avant 1842.

##### Installation des missions catholiques en Océanie
Dans le Pacifique et en Océanie en particulier, un mouvement d’évangélisation débute à la fin du XVIIIe siècle à la suite des découvertes franco-anglaises. Ce mouvement est initié par les missions protestantes de la London Missionary Society (LMS) qui s'implantent dans la région dès 1797 à Tahiti,. L’Église catholique ne tarde pas à réagir face à la progression protestante, puisqu'elle confie à la congrégation des Sacrés-Cœurs de Picpus (rejoints par les maristes puis les Missionnaires du Sacré-Cœur d'Issoudun) la mission d’évangéliser l’est du Pacifique, spécialement Hawaï (arrivée en 1827), puis les îles Gambier (1834) et les îles Marquises (1838),. Les débuts sont laborieux en raison du manque de moyens et de missionnaires et les situations en fonction des îles très diverses. Ces missions doivent parfois s'affronter avec les missions protestantes déjà en place, ou avec les populations autochtones réticentes à ces nouveaux arrivants. La France, de façon plus ou moins officielle devint à ce propos la protectrice de ces missions,. Par deux fois, la Marine française intervient sur ordre du gouvernement pour garantir la place des missions catholiques, menacées ou expulsées par leurs homologues protestantes, à Hawaï (ou une quasi déclaration de guerre est brandie comme menace) et plus tard à Tahiti. Malgré des intérêts parfois différents, les autorités françaises et les missions catholiques se sont donc retrouvés à collaborer dans de nombreuses situations, pour garantir les positions de chacun : la France pour ce qui relevait de ses intérêts commerciaux et les missions catholiques pour ce qui concernait leur protection et la pérennisation de leur implantation. En attestent les demandes de protectorat formulées par des missionnaires à la France comme aux Gambiers. Cette situation perdurera au moins pendant les années 1840-1870.

##### La politique coloniale de la monarchie de Juillet
Les objectifs français en Océanie au cours de la monarchie de Juillet ne diffèrent guère de ceux de la Restauration : protéger les nationaux s'aventurant dans le Pacifique (commerçants, baleiniers et missionnaires) et si possible accaparer des points de relâche pour ses navires militaires ou de pêche. La colonisation de peuplement (à l'instar de la colonie anglaise en Australie) n'a jamais semblé avoir été une priorité française,,.
La méthode en revanche est sensiblement différente puisqu'elle évolue entre deux attitudes antinomiques : la prudence héritée de la période précédente (dans le souci de ménager le rival anglais); et la volonté d'une partie des élites et de la Marine d'étendre l'influence de la France dans l'Océanie. En effet, l’avènement de Louis-Philippe est vue par une partie des élites comme une première revanche sur l'humiliation du traité de Vienne et la possibilité de rétablir la place de la France dans toutes les parties du globe les plus reculées dont l'Océanie. Pourtant, les différents gouvernements tentèrent de freiner les volontés d'installer de vastes établissements (notamment après la conquête de l'Algérie) souhaitant maintenir la doctrine des « points de relâche » près des grandes terres ou au milieu des grandes mers pour pouvoir appuyer le commerce et permettre à la Marine d'avoir des points de refuge,.
L'absence de politique et de stratégies claires entre ces deux aspirations aboutiront à une politique d'annexion qui fut inconstante et souvent construite au gré des occasions avec toujours la motivation de ne pas laisser la place à ses rivaux non sans provoquer des tensions avec ces derniers (en particulier l'Angleterre).
Cette période constitue le départ de l'histoire coloniale française en Océanie et malgré un intérêt limité pour les petites îles d'Océanie, permettra la France de constituer un ensemble hétérogène.

La première tentative d'installation commerciale en Nouvelle-Zélande (poussée par des baleiniers français déjà installé dans la région) au cours de l'année 1839 est un échec, puisque les Français sont doublés par les Anglais qui se sont empressés d'envoyer une mission plus rapidement, portant d'une certaine manière la responsabilité du début la course aux annexions. Mais les Français se rattrapent avec l'annexion des Marquises en 1842, et l'installation d'un protectorat à Tahiti la même année.

#### Les Établissements français de l'Océanie

##### Passage du protectorat à la colonie
Le 29 juin 1880, la déclaration du roi Pomare V conférant la souveraineté sur son royaume à la France, confirmée par la loi du 30 décembre 1880, acte la création des Établissements français de l'Océanie. Celui-ci est constitué avec l'annexion de l'archipel et sa transformation de protectorat en colonie, suivie en 1881 par celles des Gambier et des Marquises, en 1897 des îles Sous-le-Vent et en 1901 du reste des Australes. Les tahitiens et les marquisiens accèdent alors à la nationalité française.
Ils sont dotés dans un premier temps d'un conseil colonial, puis d’un conseil général (1885-1930), puis de délégations économiques et financières.

### Décolonisation et nouveaux enjeux (XXesiècle)
En 1946, la constitution de la IVe République établit l’Union française : les EFO passent du statut de colonie à celui de territoire d'outre-mer et le droit de vote est accordé aux habitants.

#### Le programme d'essais nucléaires français dans le Pacifique

##### Origines du programme
Le 2 juillet 1966 a lieu le premier essai nucléaire aérien sur l'atoll de Moruroa en Polynésie française.
Deux ans plus tard, le 24 août 1968, a lieu le premier essai d'une bombe H sur l'atoll de Fangataufa du nom de code Opération Canopus. Au total, 46 essais nucléaires aériens sont réalisés en Polynésie.

##### Des États océaniens se fédèrent pour protester
À l'aube des années 1980, l'image de la politique française dans le Pacifique est critiquée par les nouveaux États devenus indépendants, principalement en raison des essais nucléaires pratiqués par l'armée française dans cette région depuis 1966. Pour organiser la contestation, ces États s'associèrent à l'Australie et la Nouvelle-Zélande dans une nouvelle organisation, le Forum du Pacifique Sud, exclusivement réservé aux États indépendants, excluant ainsi les territoires d'outre-mer français.
La France perçut alors cette organisation comme particulièrement hostile à sa présence dans la région, notamment pour plusieurs raisons :
- Le soutien de l'organisation, notamment l'appui de la Papouasie-Nouvelle-Guinée et des îles Salomon, à devenir les porte-paroles de la cause kanake en Nouvelle-Calédonie.
- L'adoption du traité de Rarotonga par les membres du forum, le 6 août 1985, instaurant une zone dénucléarisée en Océanie.
- La réinscription de la Nouvelle-Calédonie sur la liste des territoires non autonomes des Nations unies en 1986 grâce à une forte mobilisation des États membres du Forum.

Involontairement, la politique française dans le Pacifique, en raison de la contestation qu'elle a provoquée, a contribué à l’émergence d'un régionalisme océanien, cette organisation constituant l'ébauche d'une politique océanienne commune.
Mémorial du Rainbow Warrior en Nouvelle-Zélande, coulé par les services secrets français.
À la suite de l'affaire du Rainbow Warrior, l'image de la France dans la région devint encore plus critique. De peur que cela puisse nuire au développement de ses territoires dans le Pacifique et conduise à un isolement de la France dans cette région, le gouvernement français décida alors de lancer une offensive diplomatique afin de reconquérir l'opinion locale et d'améliorer les relations avec les voisins régionaux de ses territoires du Pacifique.
Pour ce faire, la diplomatie française s'intéressa particulièrement aux futurs États indépendants et récents membres du Forum du Pacifique Sud — dont les Fidji et les États Fédérés de Micronésie à la fin des années 1980, jugés moins hostiles à la présence française. Outre une enveloppe d'une trentaine de millions de dollars d'aide publique au développement destinée au Pacifique Sud, la France décide en 1987, d'ouvrir un consulat général à Honolulu disposant d'une accréditation pour pouvoir échanger et créer des liens avec les entités micronésiennes américaines, alors que des postes identiques, pour des raisons budgétaires avaient été fermés dans d'autres régions. La mission de ce consulat consistait à défendre les intérêts français auprès de ces nouveaux acteurs, afin d'influer sur les futures positions du Forum.
En 1995, alors qu'un moratoire avait été décidé précédemment par le président français François Mitterrand pour mettre fin aux essais nucléaires français dans le Pacifique, le nouveau président Jacques Chirac décida de relancer une dernière campagne d'essais, suscitant l'indignation des 16 membres du Forum du Pacifique Sud, notamment réunis le 14 septembre 1995 à Madang.
La Nouvelle-Zélande, soutenue par un certain nombre d’États du Pacifique, saisirent alors la Cour Internationale de Justice pour une demande d'intervention au titre de l'article 63. Selon eux, la France rompait la résolution de 1974, adoptée après une première saisine de la Cour par la Nouvelle-Zélande, et dans laquelle la France s’était engagée à ne pas procéder à de nouveaux essais nucléaires dans l’atmosphère. La Cour rejeta la saisine en concluant que la décision de la France annoncée en 1995 avait trait à une série d’essais souterrains et non atmosphériques. Les essais français prendront définitivement fin en janvier 1996. En mars, la France signa le traité de Rarotonga.
La France qui avait pu intégrer le Forum du Pacifique Sud comme « partenaire de dialogue », peu de temps avant la reprise des essais en avait été exclue. À la suite de la fin définitive des essais, elle est réintégrée en septembre 1996, pour le 27e sommet à Majuro.

### Nouvelles formes de coopération
Depuis 2003, la France organise des sommets France-Océanie en réunissant les États du continent pour échanger sur les différentes problématiques communes.

## Relations économiques et commerciales

### Caractérisation des relations économiques entre la France et les États et pays ou territoires non indépendants d'Océanie

#### Des économies distantes marquées pour la plupart de différences structurelles importantes
L'économie française et les économies des entités territoriales constitutives du continent Océanien (États indépendants et pays ou territoires non indépendants, à statut spécial ou largement autonome, dont ses collectivités d'outre-mer : la Polynésie française, la Nouvelle-Calédonie et les îles Wallis-et-Futuna) sont marquées premièrement par leur éloignement géographique et ensuite par leurs différences structurelles dans le cas des petits États insulaires du Pacifique.
Tout d'abord, la distance géographique entre les deux régions à une conséquence logique : aucune pays ou territoires ne représente un partenaire direct et majeur économiquement de la France. La distance représente d'ailleurs de manière générale pour les petites économies insulaires du Pacifique Sud un sérieux handicap pour la prospérité des échanges. Les économies d'Océanie sont avant tout tournées, soit vers le marché régional; soit vers les grands acteurs économiques du Pacifique (que sont la Chine, les autres puissances d'Asie de l'Est, et les États-Unis d'Amérique). À l'exception de ses collectivités d'outre-mer avec qui elle entretient des liens économiques forts et le Vanuatu (ancienne colonie française), la France ne figure dans aucun pays de la région comme l'un des dix premiers partenaires économiques en termes d’échanges commerciaux.
Ensuite, les différences structurelles fondamentales qui existent entre les différents pays et territoires d'Océanie ont des conséquences directes sur les relations bilatérales qu'elles entretiennent avec la France. Il est utile de distinguer :
- Les économies de l'Australie et de la Nouvelle-Zélande (les deux seuls pays développés de la zone avec les Palaos selon le PNUD[123]) sont développées, tertiarisées et fortement intégrées au commerce mondial. Elles sont les principaux partenaires économiques de la France dans la région.
- Les petits États et territoires du Pacifique Sud sont dans l'ensemble des économies insulaires isolées, peu intégrées régionalement, fragmentées, inégales en matière de développement[124] et avec de faibles populations qui dépassent rarement une « taille critique » pour peser[125]. Elles sont donc globalement moins intégrées économiquement au reste du monde que d'autres régions et reposent principalement sur le secteur primaire (développement de cultures commerciales café, cacao, coprah, canne a sucre, palmier a huile ou la pêche côtière)[126]. Les échanges avec la France sont relativement faibles[120].

#### La stratégie française vis-à-vis de l'Océanie
En 2018, le président français Emmanuel Macron a présenté la nouvelle stratégie française dans la région, intitulé « Stratégie française en Asie-Océanie à l’horizon 2030. Vers un espace asiatique indopacifique inclusif ». Cette stratégie doit coordonner les actions (diplomatiques, économiques, de coopération, culturelles, etc.) de la France dans la région qui englobe l'Océan indien, l'Asie et le Pacifique. Sur la question des relations économiques à développer, les grandes puissances de la région, telle la Chine, l'Inde ou encore le Japon occupent le premier plan des priorités justifié par les intérêts économiques français déjà présents et le potentiel de ceux à développer. Pour autant, dans cet immense espace, l'Océanie n'est pas absente des orientations (rédigées dans un livre blanc publié en 2018) puisque l'Australie est vue comme un futur partenaire majeur de la France,, (Emmanuel Macron a même évoqué l'idée d'un futur axe « Paris-Delhi-Canberra »), tandis que la Nouvelle-Zélande est vue comme un partenaire régional stratégique avec qui les relations doivent être approfondies.
En revanche, toujours sur le plan strictement économique, cette stratégie fait peu de cas des petits États insulaires du Pacifique Sud : ces derniers étant davantage concernés par les futurs aides au développement versées par la France et l'Union européenne et par les problématiques liées au réchauffement climatique et la protection de la biodiversité dans la région, qu'un développement accru des relations commerciales. La faiblesse des débouchés commerciaux potentiels que représentent ces petites économies est évidemment un facteur explicatif de l’intérêt restreint sur le plan économique que la France porte sur elles.
En réalité, la stratégie économique française liée aux petits États insulaires du Pacifique Sud est surtout concentrée sur le développement économique de ses collectivités d'outre-mer,. Différents mouvements de protestation contre la vie chère ont touché les outre-mer français ces dernières années dont les collectivités françaises du Pacifique soulignant les difficultés qui persistent dans ces territoires et le retard de développement par rapport à la France métropolitaine. Une des raisons explicatives souvent avancées est la trop forte dépendance de ses territoires vis-à-vis de la Métropole (qui est le premier fournisseur des trois collectivités du Pacifique) héritée du passé colonial qui entrave un développement local et une intégration régionale. Pour justifier notamment leur appartenance et leur maintien au sein de la République, les différents gouvernements ont du apporter des solutions à ces difficultés, (comme des fonds publics de développement français et européen, une politique de défiscalisation des investissements ou encore le soutien à leur intégration a l'économie régionale,,). Ces mesures peinent cependant à porter leurs fruits et leur dépendance vis-à-vis de la Métropole n'a que très faiblement diminué ces dernières années,.
Le deuxième pan de la stratégie économique française liée à ses collectivités d'outre-mer du Pacifique est l’exploitation des richesses naturelles qu'elles permettent à la France de disposer. En effet, elle dispose grâce à elles notamment, de la deuxième zone économique exclusive (les trois collectivités représentent 67,4 % des ZEE françaises) et la première zone sous maritime du monde. Ces espaces sont des sources probables de richesses minière, énergétique et halieutique considérables que le pays pourrait exploiter davantage dans les prochaines années.

#### La stratégie des pays et territoires de l'Océanie vis-à-vis de la France
La distinction entre les différentes économies est aussi utile si l'on s’intéresse à l’intérêt des pays et territoires d'Océanie pour l'économie française et les échanges avec la France. Si le gouvernement australien perçoit à l'instar de son homologue français l’intérêt de renforcer leurs relations afin de devenir des partenaires économiques majeurs et que celui de la Nouvelle-Zélande souhaite également renforcer les relations commerciales avec l'hexagone, l'économie française n'est pas et ne semble pas devenir un partenaire commercial majeur des petits États insulaires d'Océanie. D'ailleurs la France n'est même pas la première puissance européenne présente dans la région en termes de flux commerciaux (hors échanges avec ses collectivités d'outre-mer).
En revanche, comme ils l'ont rappelé lors du sommet France-Océanie de 2015, ces derniers sont davantage préoccupés par l'intégration économique régionale des collectivités d'outre-mer françaises (notamment la Polynésie française et la Nouvelle-Calédonie) qui sont parmi les territoires les plus riches et développés économiquement de la région et avec lesquels ils souhaitent accroître les échanges.
Par ailleurs, ces derniers rejoignent la France dans son souhait d’accroître les aides publiques françaises et européennes au développement dans la région, dont certains pays sont fortement tributaires. Par ailleurs, le Brexit et le départ du Royaume-Uni de l'Union européenne laisse la France seule puissance de l'Union présente dans le Pacifique et particulièrement en Océanie. Si le Brexit pourrait avoir des conséquences sur l'économie océanienne, il pourrait aussi renforcer les relations entre les relations économiques entre les États d'Océanie et la France,.

### Principaux secteurs économiques concernés par ces relations
Liés au futur développement de la stratégie française dans l'Indopacifique, la diplomatie française cible plusieurs secteurs économiques sur lesquels la France déjà présente peut renforcer ses positions dans les prochaines années.

#### L'industrie de l'armement
En raison notamment de la convergence des stratégies géopolitiques des grandes puissances dans la région du Pacifique, celle-ci connait un renforcement de la présence militaire des différentes armées ces dernières années (à l'instar des États-Unis qui déploieront 60 % de leur flotte dans le Pacifique à l'horizon 2020 et de la Chine de plus en plus présente dans la région avec notamment le souhait d'implanter une base militaire sur une île d'Océanie). Pour ces raisons, les grandes puissances (dont l'Australie) renforcent leurs moyens militaires et particulièrement leur marine pour pouvoir peser sur la scène régionale. Le « contrat du siècle » d'une cinquantaine de milliards d'euros signé entre la France et l'Australie en 2019 portant sur la commande de 12 sous-marins, donne ainsi à la France de grands espoirs sur la possibilité de signer d'autres contrats avec son partenaire australien ou même néo-zélandais (la France étant le 3e exportateur mondial d'armes en 2020).

#### L'industrie aéronautique
Les produits de la construction aéronautique sont le premier secteur d'exportation français en Océanie en 2019 (16 %), particulièrement due aux exportations d'Airbus ou encore d'ATR dans la région. Le constructeur européen prévoit notamment un doublement de la flotte d'avions de plus de 100 sièges desservant la région dans les vingt prochaines années.

#### L'exploitation des matières premières
La houille australienne est le premier secteur d'importation français en 2019 mais ne résume pas à lui seul les intérêts franco-océaniens dans les matières premières puisque plusieurs sociétés françaises spécialisées dans l'extraction des matières premières sont présentes en Australie. Par ailleurs, le nickel calédonien est le principal secteur d'exportation des collectivités territoriales françaises, puisque l'archipel détient 25 % des reserves mondiales. Cette industrie est hautement stratégique pour la France mais surtout pour la Nouvelle-Calédonie ,.
Enfin, c'est sans compter les ressources minérales métalliques présentes dans les fonds marins des ZEE françaises, dans lesquelles il est possible de trouver des reserves de fer, de cobalt, de platine ou de phosphate même si ces dernières ne sont pas encore exploitées à l'heure d'aujourd'hui.

### Tendance du commerce bilatéral

#### Intensité des échanges commerciaux de biens

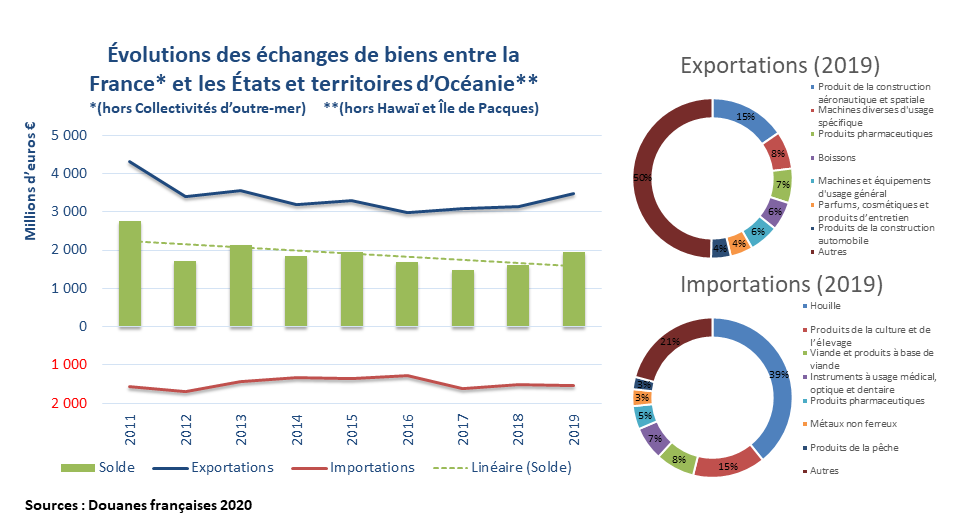
Évolution des échanges de biens entre la France et les États et pays ou territoires non indépendants d'Océanie en 2019

Les échanges commerciaux de biens entre la France et les entités territoriales constitutives du continent Océanien (États indépendants et pays ou territoires non indépendants, à statut spécial ou largement autonomes, dont ses collectivités d'outre-mer : la Polynésie française, la Nouvelle Calédonie et les îles Wallis-et-Futuna), s’élevaient en 2019 à 6,585 milliards d'euros (hors matériel militaire) soit seulement 0,61 % du total des échanges commerciaux de biens de la France avec le Monde, ce qui fait de l'Océanie la partie du monde avec laquelle la France commerce le moins.

Cependant, en prenant en compte la population de la région qui est aussi la moins densément peuplée du Monde (seulement 0,5 % de la population mondiale) cette faiblesse des échanges peut être nuancée : en 2019, 162 € sont échangés entre la France et l'Océanie par habitant pour seulement 41 € pour l'Afrique.

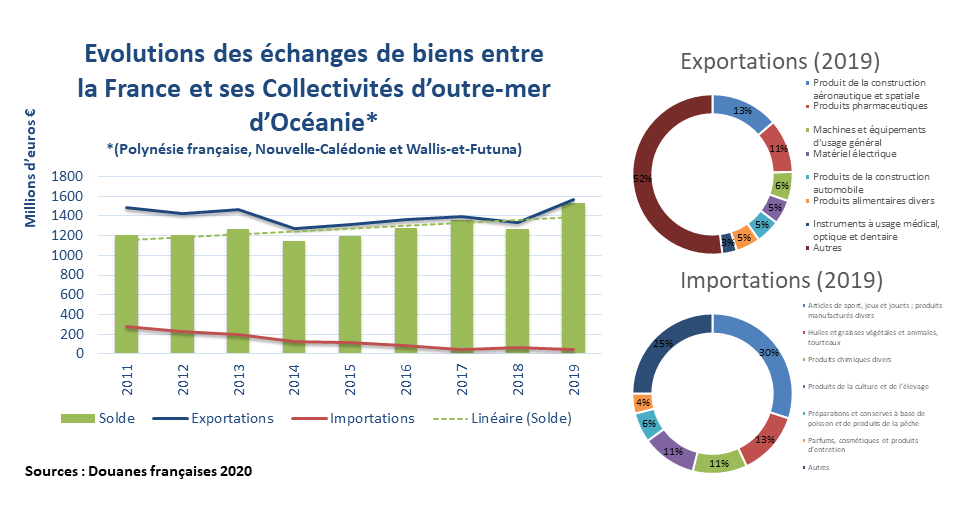
Évolution des échanges de biens entre la France et ses Collectivités d'outre-mer d'Océanie en 2019

Deuxième donnée en trompe-œil, environ 1 quart des échanges commerciaux sont réalisés avec les territoires nationaux que sont les collectivités territoriales d'outre-mer françaises, diminuant d'autant plus la part que représente les autres entités.
Les échanges en question sont enfin relativement stables sur ces dix dernière années.

#### Inégalité des échanges commerciaux de biens
Plusieurs inégalités marquent les relations économiques entre la France et les états et territoires d'Océanie.
- Premièrement, la place prépondérante des deux puissances régionales l'Australie et la Nouvelle-Zélande dans les échanges économiques cache la faiblesse de ceux réalisés avec le reste des entités : ces deux derniers représentent 94,5 % des importations françaises en provenance de l'Océanie en 2019 et reçoivent 63,4% des exportations françaises.
- Deuxièmement, la balance commerciale des échanges entre la France et les États et territoires d'Océanie est fortement bénéficiaire pour la France puisque les importations françaises représentent moins d'un tiers de la valeur des exportations en 2019. Ce phénomène est particulièrement visible avec les collectivités d'outre-mer françaises qui affichent toutes un fort déficit commercial avec la France.

## Relations politiques, diplomatiques et militaires

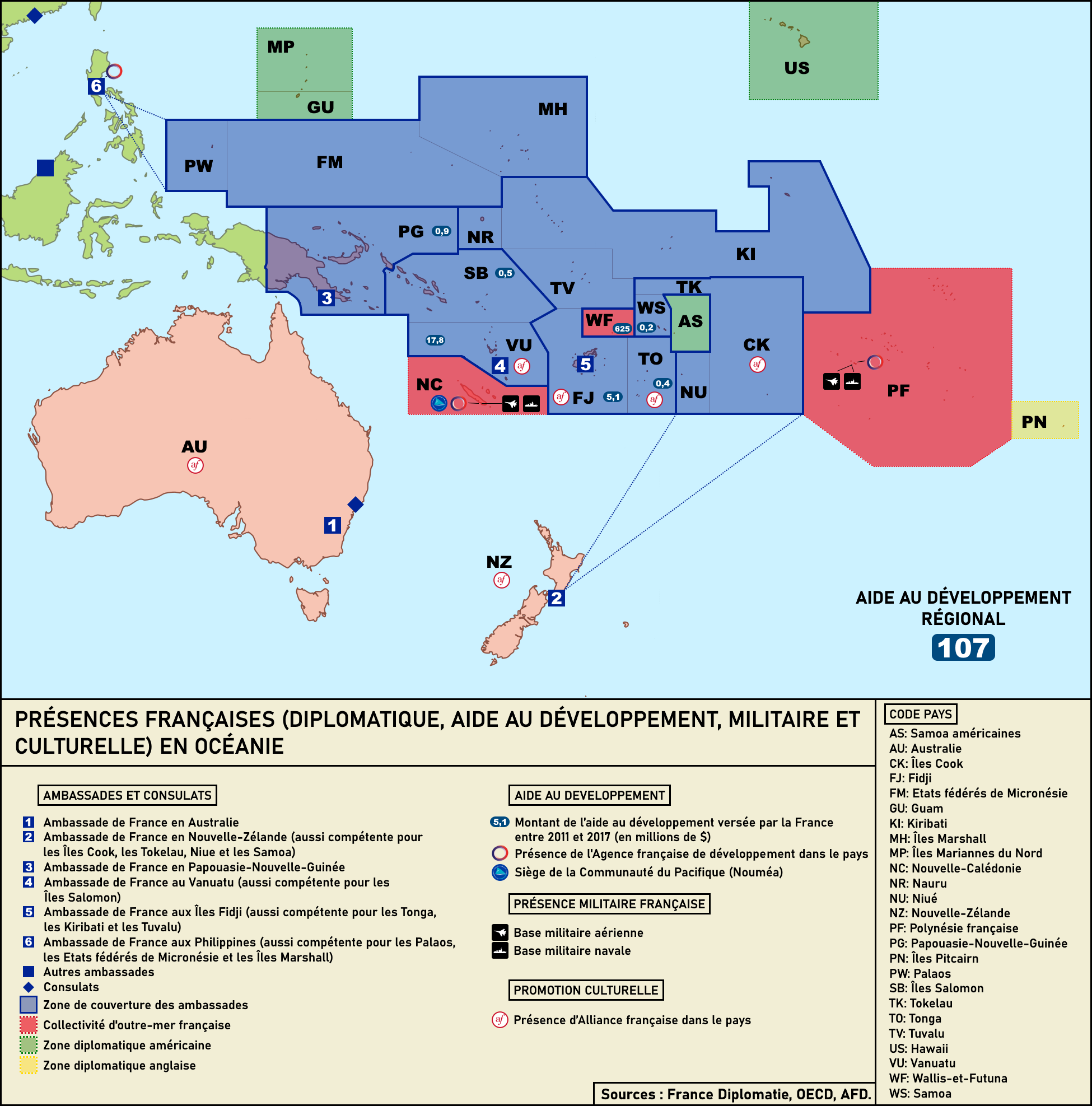
Presences françaises (diplomatique, aide au développement, militaire et culturelle) en Océanie.

Aujourd'hui la France dispose de trois collectivités d'outre-mer en Océanie :
- La Polynésie française
- La Nouvelle-Calédonie
- Les Îles Wallis-et-Futuna

## Relations culturelles, scientifiques et universitaires

### Relations culturelles entre la France et les pays et territoires d'Océanie

#### Culture et langue française en Océanie
Les historiens utilisent deux expressions pour caractériser la domination anglo-saxonne qui a prédominé le continent Océanien sur ces trois derniers siècles (le passage d'un « English Lake » aux XVIIIe – XIXe siècles à un « American Lake » XXe siècle). Cette domination ne fut perturbée sur le temps long que par la seule puissance française, soulignant d'autant plus sa présence marginale et originale dans la région. L'influence culturelle française est donc globalement restreinte aux trois collectivités territoriales françaises d'Océanie plus le Vanuatu ancienne colonie, même si à la marge la France fait partie de l'histoire d'un plus grand nombre de pays de la région (à l'instar de l'Australie ou la Nouvelle-Zélande).

##### Présence de la langue française en Océanie

Présence du français en Océanie parmi les autres langues.

La langue française est présente en Océanie même si celle-ci demeure marginale en comparaison de l'anglais prédominant (l'Océanie ne comporte que 2% de francophones). Elle a la particularité d'être dans les quatre territoires francophones (partiellement ou majoritairement), la langue officielle ou une langue véhiculaire ou/et la langue maternelle des populations.
Les francophones sont donc présents majoritairement dans ces quatre territoires :
- les trois collectivités d'outre-mer françaises (99% de francophones en Nouvelle- Calédonie, 98% en Polynésie française, 83 % à Wallis-et-Futuna,)
- l'ancienne colonie du Vanuatu (32% de francophones)[160].

Ces quatre territoires font partie de l'OIF (la Nouvelle-Calédonie est membre associé) et six pays hébergent une implantation de l'Alliance française (l'Australie dont 10 000 apprenants du français en 2018, la Nouvelle-Zélande, les Tonga, les Vanuatu, les Fidji, les Îles Cook). Par ailleurs, trois établissements scolaires français (en dehors de ceux présents sur les collectivités territoriales d'outre-mer françaises) sont implantés dans la région (deux en Australie et un au Vanuatu).

##### Communauté française en Océanie
En dehors des Français vivant au sein des collectivités d'outre-mer françaises d'Océanie (environ 550 000 habitants), le registre des Français établis à l'étranger du Ministère des Affaires étrangères estime en 2019 à environ 33 000 personnes leur nombre en Océanie (dont 24 825 pour l'Australie et 5 545 pour la Nouvelle-Zélande). Cependant, ces données sont parcellaires puisque l'inscription des Français au registre n'est pas obligatoire et celui-ci ne recense pas tous les pays d'Océanie. Le nombre effectif est sans aucun doute plus élevé. À titre d'exemple, d'après le registre le nombre de français inscrits dans ces pays a été multiplié par trois entre 2000 et 2020 en Australie et Nouvelle-Zélande, pourtant le nombre réel de français présents dans ces pays est largement supérieur puisque le Ministère des affaires étrangères l'estime à environ 70 000 rien que pour l'Australie. Effectivement, ces dernières années est observé un afflux important de Français se rendant en Australie ou Nouvelle-Zélande pour y travailler et voyager. Les Français sont ainsi la deuxième source d'immigrants européens après les Anglais en Australie[réf. nécessaire].

#### Culture française en Océanie
Les cultures des populations autochtones des collectivités territoriales d'outre-mer françaises sont issues d'un mélange entre l'influence occidentale et les cultures autochtones présentes avant l'arrivée des Européens. Ceci explique en partie la spécificité culturelle de ces territoires au sein de la République française. De plus de profondes différences existent entre les trois territoires qui ont évidemment un rapport différent à la France en raison de leur histoire :
- La Nouvelle-Calédonie : Seule colonie de peuplement française en Océanie, la proportion de la communauté métropolitaine face aux descendants d'autochtone est supérieure aux autres COM. D'après les derniers recensements 27 % des habitants sont d'origine européenne[168].
- La Polynésie française : Les polynésiens ou assimilés représentent 83 % de la population[169].
- Wallis-et-Futuna : La grande majorité de la population est d'origine polynésienne (97 %)

Dans les autres pays du continent, la culture française peut être véhiculée par les canaux traditionnels de diffusion que sont internet, la télévision (avec notamment TV5 Monde), le cinéma etc. ou encore les outils et organismes liés à l'État français chargés de la promotion culturelle comme l'Institut français.

#### Culture d'Océanie en France

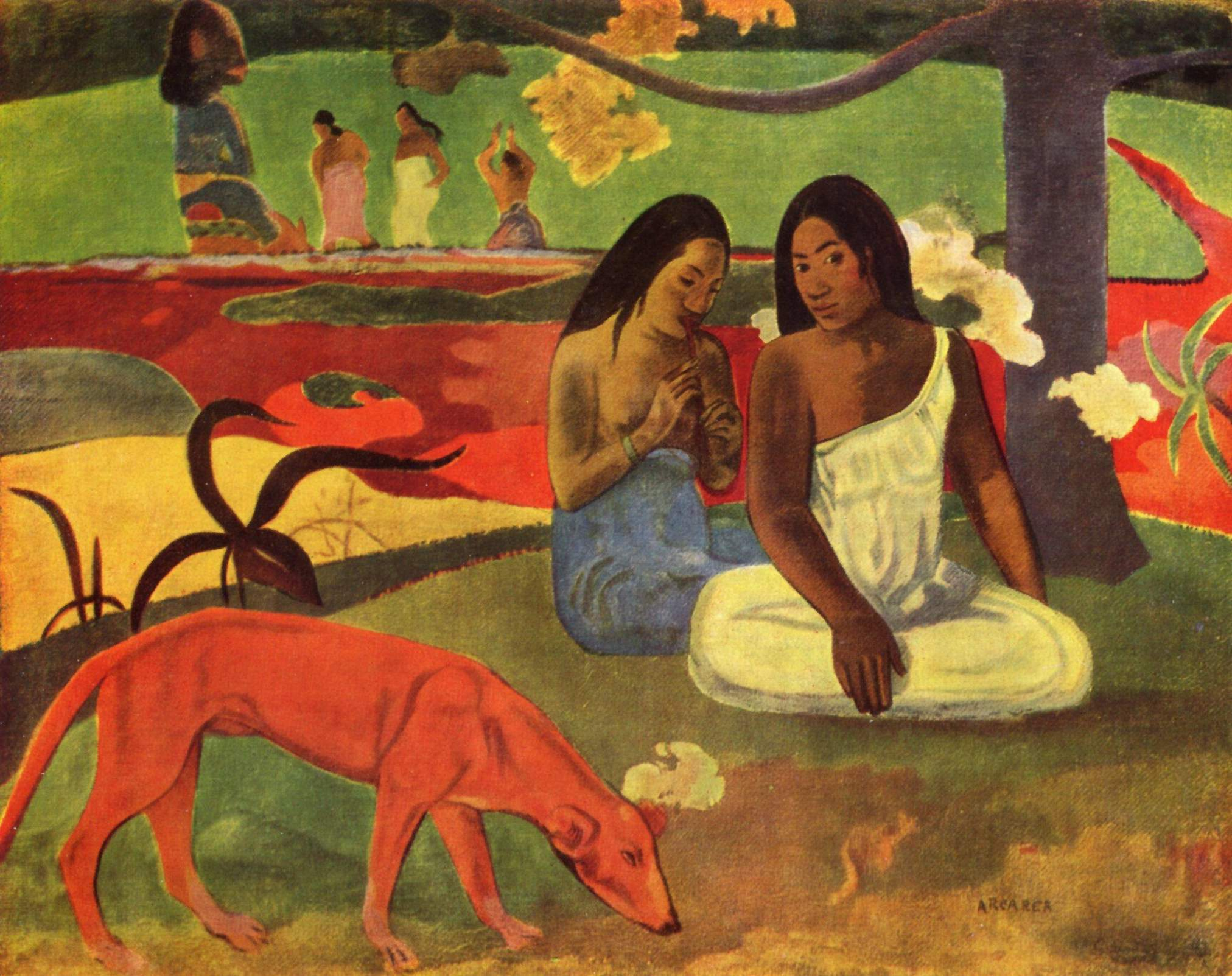
Arearea, une des huile sur toile de Paul Gauguin réalisée durant son voyage à Tahiti de 1891 à 1893.

La culture d'Océanie et le continent de manière générale restent méconnus en Europe et en France. Jean-Marie Gustave Le Clézio, prix Nobel de littérature, évoque un continent invisible dans son essai, le groupe interparlementaire d'amitié France-Vanuatu-Iles du Pacifique parle lui de continent méconnu. Pourtant l'attrait pour l'exotisme océanien est bel et bien présent en France depuis le premier voyage de Bougainville et la venue du tahitien Aoutourou. Jean Chesneaux titrait en 1986 dans Le Monde diplomatique que la région était un terrain de prédilection pour fantasmes idéologiques. Il ajoute qu'« autant qu’un espace géographique, le Pacifique est un lieu idéologique, un étrange conglomérat de fantasmes politico-culturels les plus divers ».
Ce fantasme océanien est alimenté par des personnalités de la littérature française notamment, au risque de faire naitre un mirage (dans un premier temps lié à Tahiti puis progressivement au continent océanien) comme l'évoque Henri Jacquier dans le mirage et l'exotisme tahitien dans la littérature. Ce fantasme fut alimenté par d'autres personnalités françaises qui ont visité ou séjourné dans ces régions et dont une partie de leur œuvre s'en est inspirée, dont Paul Gauguin, Victor Segalen ou encore Henri Matisse.
Aujourd'hui le musée du Quai Branly - Jacques-Chirac avec sa collection d'arts océaniens et des expositions temporaires, met en valeur cette culture et le continent océanien en France.
En 1945 est fondée la Société des océanistes à Paris, dont les principaux buts sont de rassembler les personnes s’intéressant à l’Océanie, de réunir les documents susceptibles de favoriser des études sur l’Océanie et de publier différents ouvrages dont le Journal de la Société des Océanistes, ou de produire des œuvres sur tous supports.

## Coopération humanitaire et de développement

### Coopération de développement

#### Organisations régionales
Les collectivités d'outre-mer française de la Nouvelle-Calédonie et de la Polynésie française ont pu intégrer le Forum des îles du Pacifique en 2016 avec un statut de membre à part entière.
La France est aussi membre à part entière de la Communauté du Pacifique.

#### Aide publique au développement
L’Agence française de Développement a vu son mandat élargi aux petits États insulaires du Pacifique lors du Comité interministériel de la coopération internationale et du développement du 8 février 2018, pour des actions d’adaptation au changement climatique et de protection de la biodiversité notamment au travers de l’Initiative adaptation- biodiversité, lancée un peu plus tôt par le président de la République lors du One Planet Summit (décembre 2017).
Le Fond Pacifique, géré par le Secrétariat Permanent pour le Pacifique et inscrit au budget du Ministère de l'Europe et des Affaires Etrangères (MEAE), a pour objectif de promouvoir la coopération économique, sociale, scientifique et culturelle dans le Pacifique.